# ابن بشکوال
ابوالقاسم خلف بن عبدالملک معروف به ابن بشکوال (۴۹۴ – ۵۷۸ قمری) محدث و مورخ اهل اندلس است. وی مدتی در اشبیلیه و قرطبه به قضاوت پرداخت و سپس به تحقیق و تدریس مشغول شد. وی آثار متعددی داشت که شمار آن به پنجاه کتاب و رساله می‌رسد. مشهورترین کتابی که تاکنون از وی به طبع رسیده، الصله نام دارد که تالیف آن در سال ۵۳۴ قمری به پایان رسیده‌است. این کتاب پیوستی است بر کتاب تاریخ علماءالاندلس نوشتهٔ ابوالولید عبدالله بن الفرضی که در آن شرح حال پیشوایان و فقیهان اهل اندلس نوشته شده‌است.